# بادگیر چپقی
بادگیر چپقی سیرجان یکی از منحصربه‌فردترین بادگیرهای ایران و جهان است که برای خانهٔ مرحوم دکتر سید علی‌اصغرمجدرضوی (اولین پزشک شهرستان سیرجان‌که ازسادات‌روستای محمودآباد سادات) ساخته شده‌است. این بادگیر در دوران رضا شاه پهلوی توسط معماری به‌نام سید محمد شجاعی و به تقلید از دودکش‌ها و هواکش‌های کشتی‌های قدیمی ساخته شده‌است. بادگیر چپقی مربوط به دوره پهلوی اول است و در سیرجان، بلوار دکترصادقی، کوچه‌مرحوم‌سید‌حسین‌اعلا واقع شده و این اثر در تاریخ ۷ مهر ۱۳۸۱ با شمارهٔ ثبت ۶۴۶۷ به‌عنوان یکی از آثار ملی ایران به ثبت رسیده‌است.

## نگارخانه

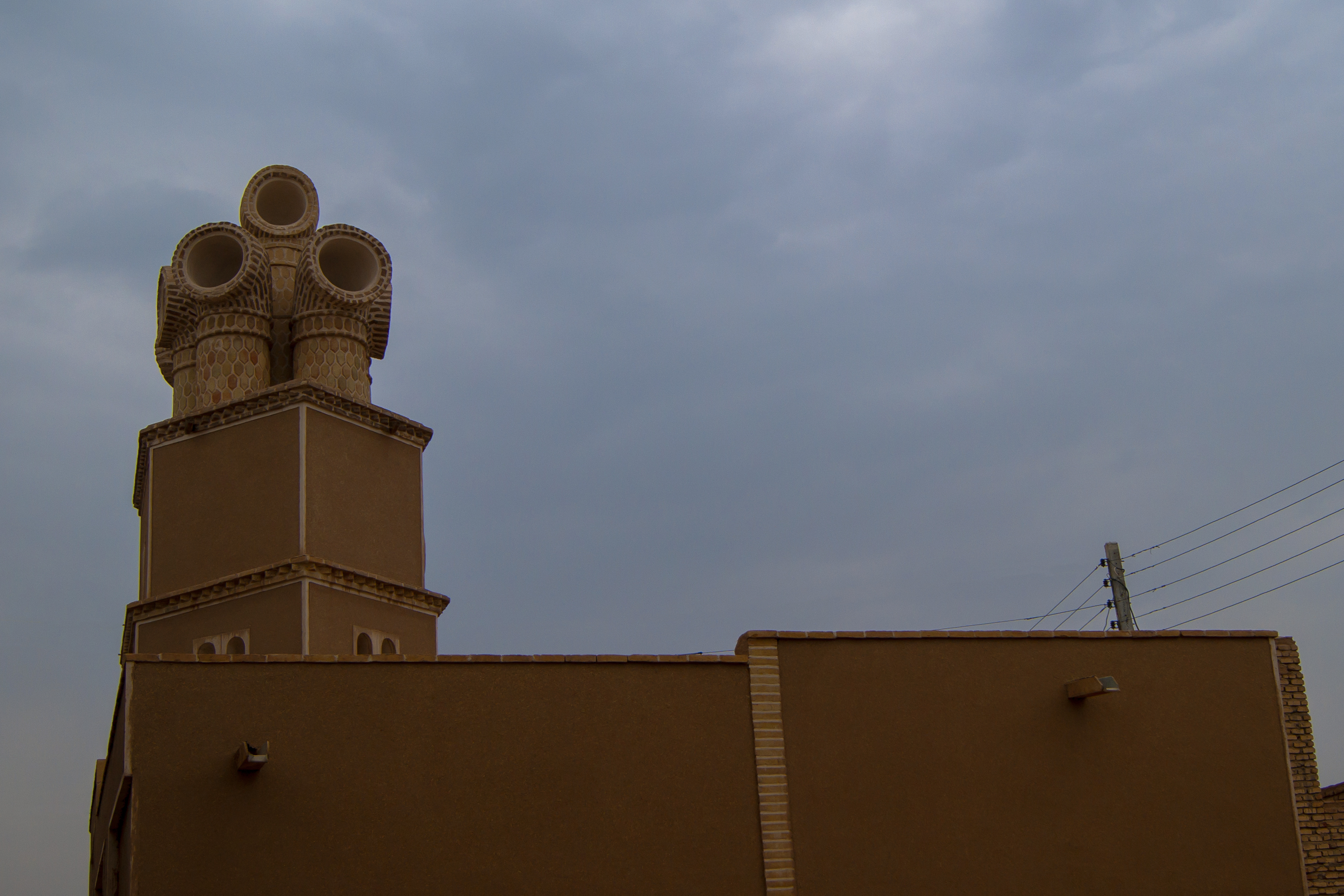
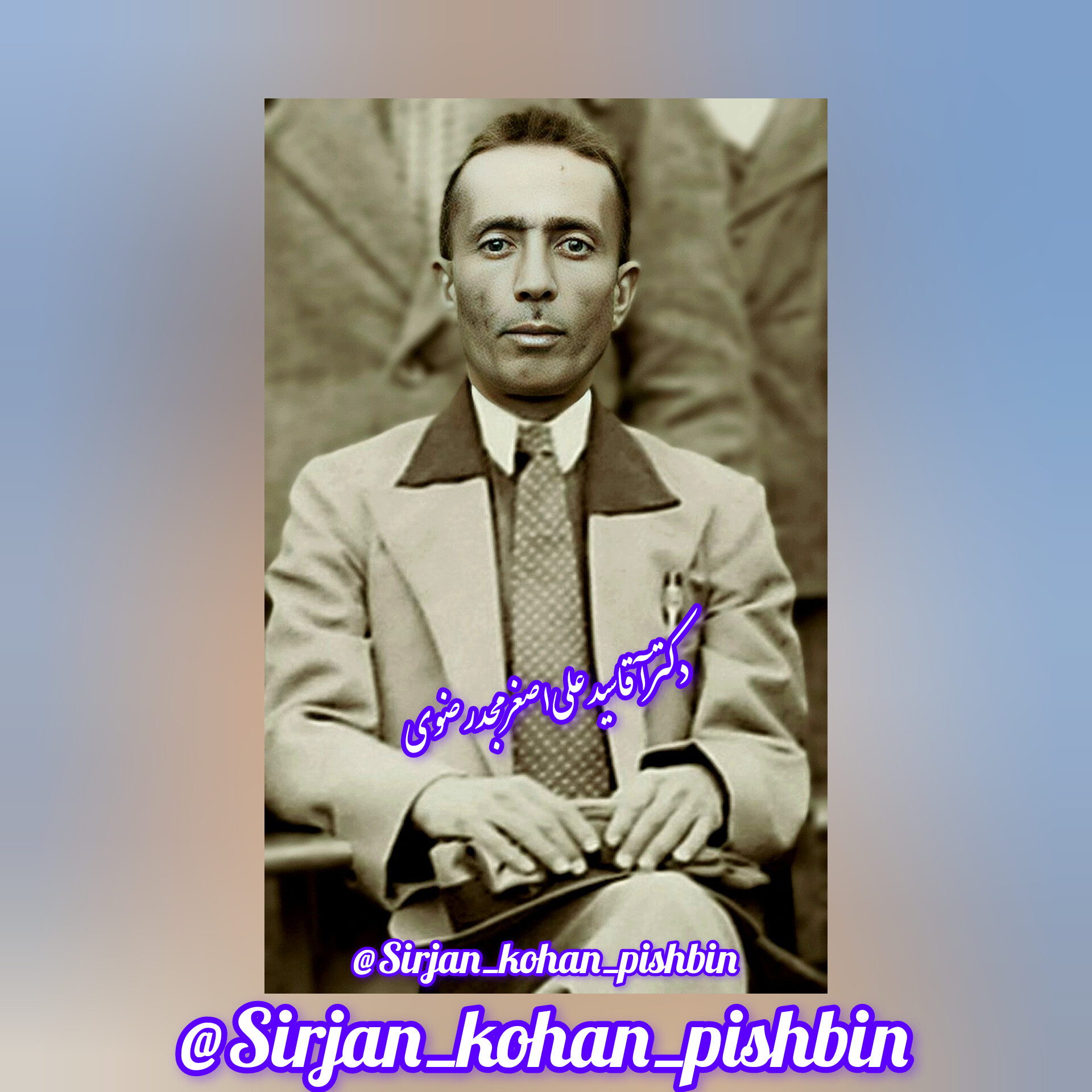